# Treuchtlingen
Treuchtlingen là một thị xã ở huyện Weißenburg-Gunzenhausen, bang Bayern, Đức.

## Thành phố kết nghĩa
- Ponsacco - Ý

## Hình ảnh

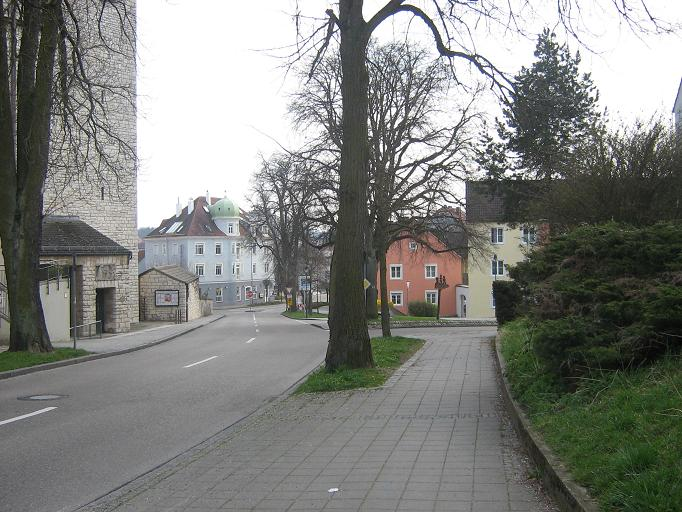
Town centre at Ringstraße
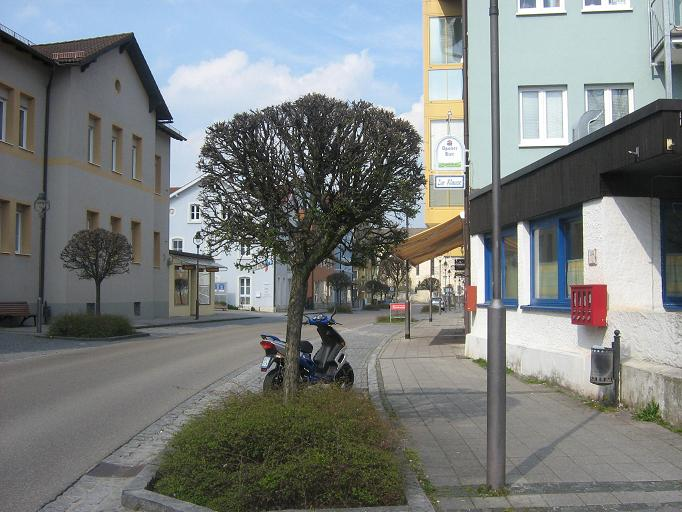
Town centre at Luitpoldstraße
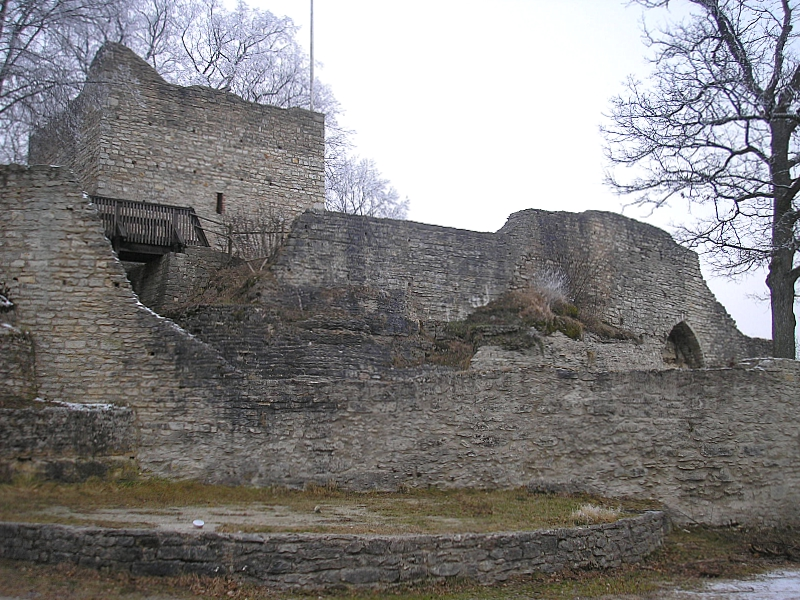
Castle of Treuchtlingen (Obere Veste)
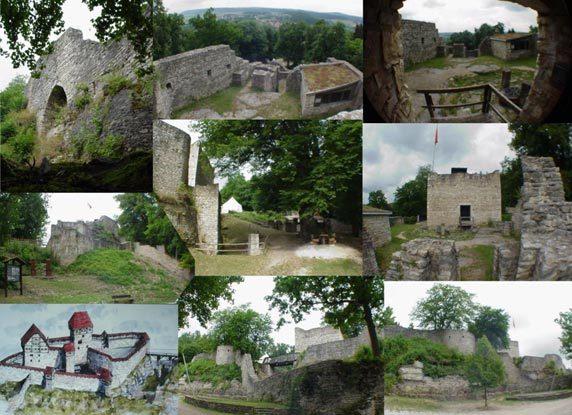
Ruins of the castle
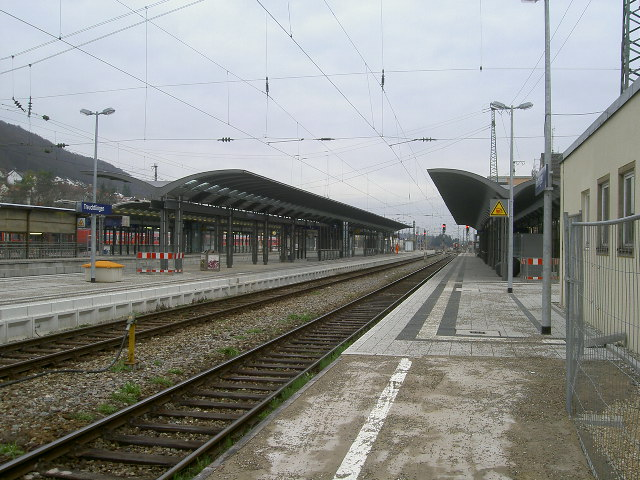
Railway station
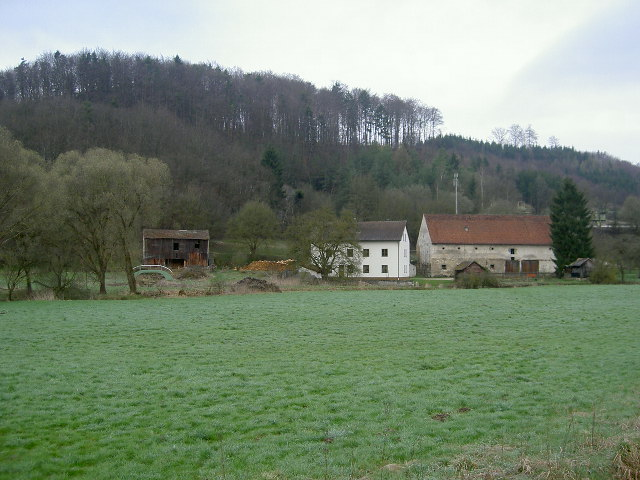
Old watermill in western suburb
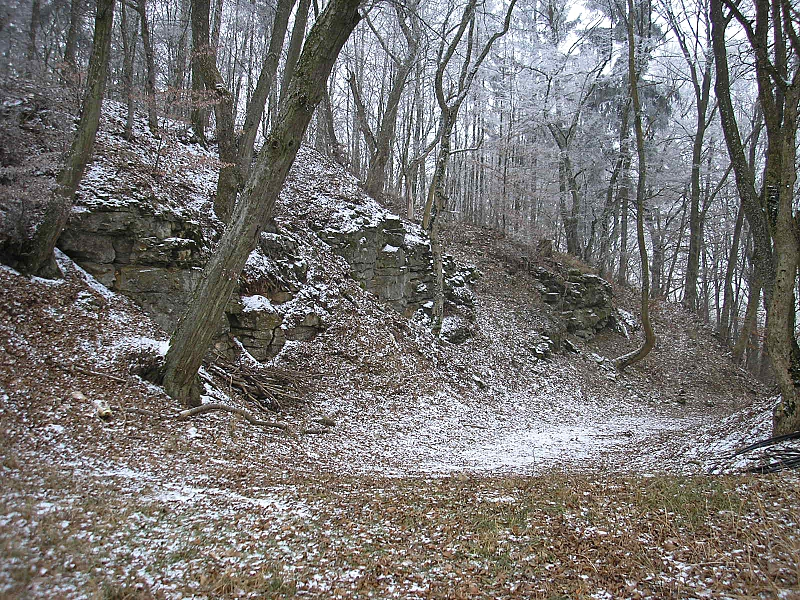
Wood nearby Obere Veste
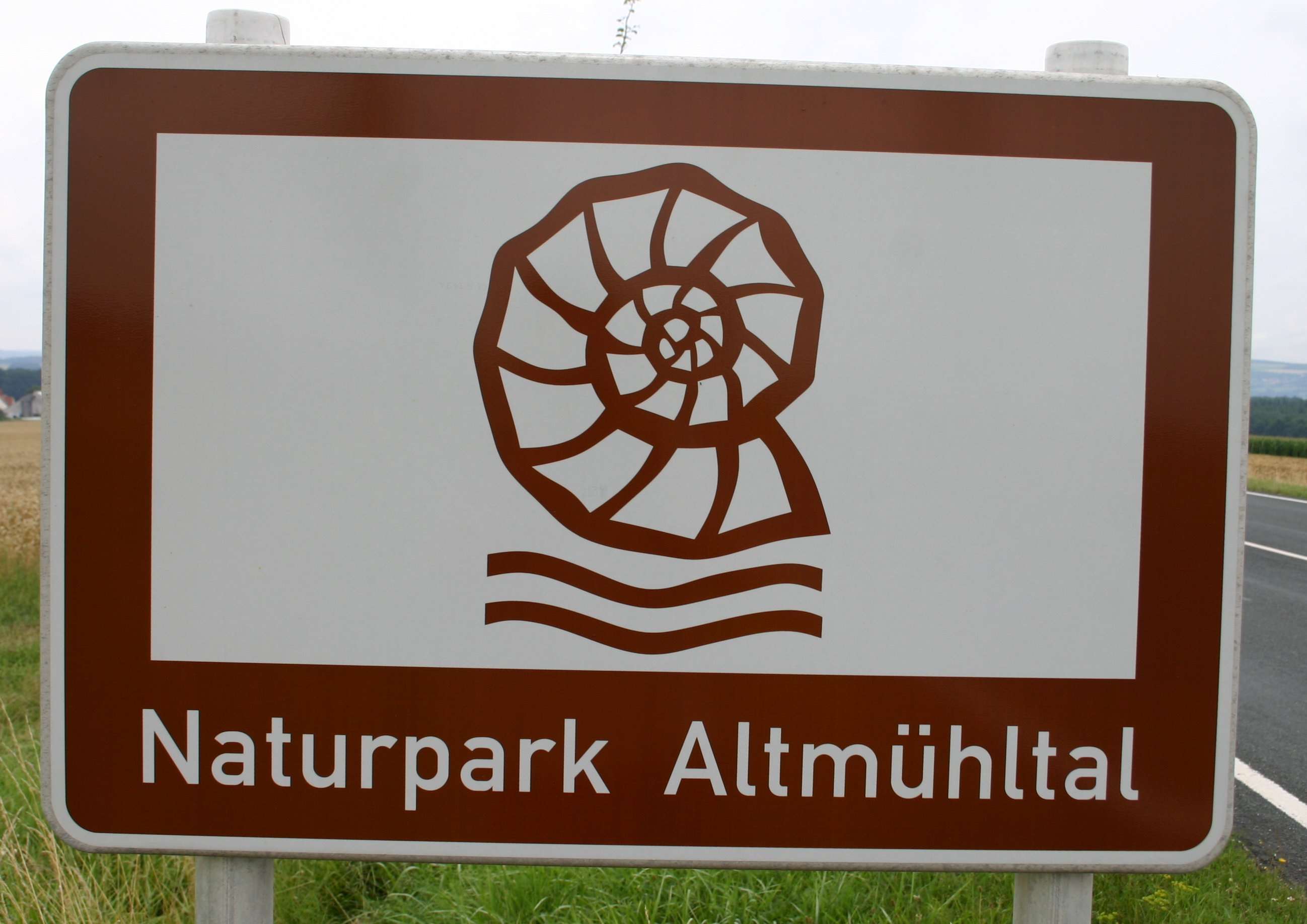
Signboard of Naturpark Altmühltal